# New Radiant Sports Club
New Radiant Sports Club (em divehi: ނިއުރޭޑިއަންޓް ސްޕޯޓްސް ކްލަބް) é um clube de futebol sediado na cidade de Malé, capital das Maldivas. Fundado em 19 de agosto de 1979 por Mr. Ahmed Waheed e Mr. Ahammadhanik, é um dos times mais populares e vitoriosos do arquipélago. 

## História
Em 1997 e 2013, conseguiu a proeza de vencer todos os torneios locais (liga, copa, copa da liga e a "Charity Shield" - contando que em 1997 a última ainda não existia). Em 2012 e 2013 venceu a Dhivehi Premier League como campeão invicto, sendo que em 2013 ganhou todas as partidas da liga, incluindo os playoffs.

## Títulos
- Dhivehi Premier League: 2006, 2012, 2013 e 2014
- Maldives FA Cup: 1989, 1991, 1994, 1996, 1997, 1998, 2001, 2005, 2006, 2007 e 2013
- Maldives Cup Winners' Cup: 1999, 2000, 2003 e 2008
- POMIS Cup: 1994, 1995 e 1997
- Malé League: 2004
- President's Cup (Maldivas): 1982, 1987, 1990, 1991, 1995, 1997, 2004, 2007, 2012, 2013 e 2014
- FAM Charity Shield: 2013[3] e 2014[4]

## Estádio
Manda suas partidas no Rasmee Dhandu Stadium, em Malé, com capacidade para 11.850 torcedores.

## Elenco atual
- Atualizado a 10 de outubro de 2015.[5]

Legenda
- : Capitão
- : Jogador suspenso
- : Jogador lesionado